# Kútnikov kopec

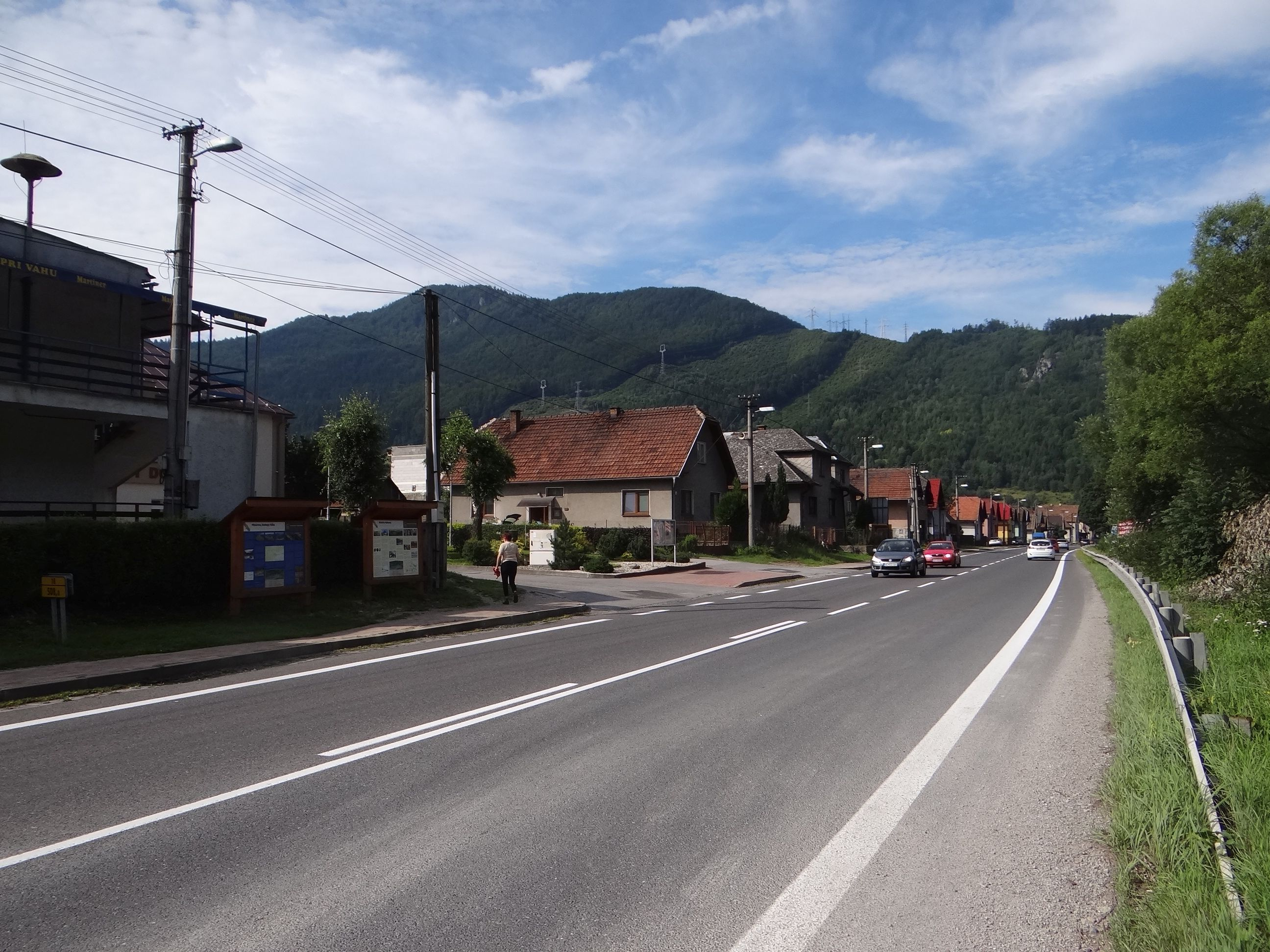
Widok na Kútnikov kopec z Hubovej

Kútnikov kopec (1064 m n.p.m.) – szczyt w grupie górskiej Wielkiej Fatry w Karpatach Zachodnich na Słowacji.

## Położenie
Kútnikov kopec leży we wschodniej (tzw. liptowskiej) gałęzi Wielkiej Fatry, a dokładniej – w zachodniej odnodze tej ostatniej, odgałęziającej się  w rejonie Chabzdovej (1197 m) i biegnącej ku północnemu zachodowi w widły Wagu i Ľubochnianki. Kútnikov kopec jest ostatnim znacznym szczytem w tej odnodze. U północnych podnóży masywu Kútnikovego kopca, w samych widłach Ľubochnianki i Wagu, leżą zabudowania wsi Ľubochňa, zaś w rozszerzeniu doliny Wagu u podnóży północno-wschodnich – wsi Hubová.

## Geologia, geomorfologia
Z punktu widzenia geologii masyw Kútnikovego kopca jest blisko związany z położoną na północ od doliny Wagu częścią Wielkiej Fatry, zwaną Szypską Fatrą (słow. Šípská Fatra). Podstawę masywu tworzą dość miękkie margle i margliste łupki z okresu kredy, natomiast partie szczytowe – blok szarych dolomitów triasowych (tzw. „choczańskich”), zaliczanych do płaszczowiny choczańskiej. Dzięki temu stoki masywu, zwłaszcza w niższych partiach, są bardzo rozbudowane i pocięte licznymi dolinkami. Najdłuższy i najbardziej masywny grzbiet wybiega od szczytu Kútnikovego kopca w kierunku północnym, tworząc wraz z masywem Havrana (915 m) na prawym brzegu Wagu najwęższy punkt przełomu tej rzeki przez Wielką Fatrę. W partiach wyższych (mniej więcej na wysokości 800-850 m) w wielu miejscach występują większe wychodnie skalne oraz pojedyncze skałki.

## Charakterystyka przyrodnicza
Masyw Kútnikovego kopca jest w większości zalesiony. Gatunkami dominującymi w niższych partiach jest buk, w wyższych – świerk. Znaczne partie okołoszczytowe (850-1000 m) oraz urozmaicony licznymi bocznymi kopcami i gronikami grzbiet biegnący od szczytu w kierunku południowo-wschodnim ku przełęczy Polana (słow. Sedlo Poľana; ok. 930 m n.p.m.) pokrywają polany. Do pierwszych lat po II wojnie światowej, kiedy polany te były jeszcze regularnie koszone, charakteryzowały się one bogactwem flory. Stało na nich wówczas mnóstwo oryginalnych, drewnianych szop na siano (słow. senníky), po których dziś już pozostało niewiele śladów.

## Turystyka
Szczyt Kútnikovego kopca jest doskonałym punktem widokowym na dolinę Wagu, wspomnianą Szypską Fatrę oraz Góry Choczańskie. Grzbietem od Chabzdovej na szczyt Kútnikovego kopca, a następnie jego zachodnimi stokami do Ľubochni biegnie niebiesko znakowany szlak turystyczny. Spod szczytu góry jej wybiegającym na północ grzbietem schodzi żółty szlak do Hubovej.
  Ľubochňa – Nad Hlboku – Poľana – Sedlo pod Červeným grúňom – Červený grúň – Magurka – Magura – Maďarová – Chabzdová, rázcestie. Odległość 12,7 km, suma podejść 1175 m, suma zejść 395 m, czas przejścia 4:50 h (z powrotem 4 h)
  Hubová – Nad Hlbokou – Sedlo Poľana. Odległość 3,1 km, suma podejść 510 m, czas przejścia 1:30 h (z powrotem 1 h)